# .uz

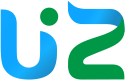
Logo .uz, domeny internetowej z kodem kraju najwyższego poziomu (ccTLD) dla Uzbekistanu, z okazji 25. rocznicy jej powstania.

.uz – domena internetowa przypisana od roku 1995 do Uzbekistanu i administrowana przez UZINFOCOM.

## Domeny drugiego poziomu
- co.uz
- com.uz
- org.uz
- mvs.uz

Brak dokładnego opisu subdomeny.